# 達雲
达云（1551年—1600年代？），明朝末年将领，凉州卫（今甘肃省武威市）人。
达云勇悍有智略。万历年间，开始承袭指挥佥事世职，击败鞑靼炒胡儿部有功，升任西宁参将。万历二十三年（1595年），屡次击败侵犯边境的俺答汗从子率领的永邵卜部，进升为都督同知。再升为延绥镇总兵，改镇为甘肃总兵官、左都督，又曾设伏击杀把都尔哈，为西陲战功第一。多次击破甘宁间松山、青海诸部入扰，击退宾兔、阿赤兔、宰僧等鞑靼蒙古，晋升为右都督，守备青海、河西一带，筑城置戍。万历三十五年（1607年）在凉州击败鞑靼青海、松山诸部。有战胜敌寇之功。为将冲锋陷阵，所至未曾挫败，名震西部边境，为一时边将之冠。在军中病卒。赠太子太保。